# Mac Steinmeier
Mac Steinmeier (* 16. November 1963 in Landshut) ist ein deutscher Schauspieler, Stunt Koordinator und Stuntman.

## Leben
Mac Steinmeier (*geboren am 16. November 1963 in Landshut) ist ein deutscher Stuntman, Stunt-Koordinator und Action-Darsteller (Stunt-Player), der durch seine beeindruckende Karriere in der Show- und Filmindustrie sowohl national als auch international Anerkennung gefunden hat.
Anfang 1980 gründete Mac Steinmeier zusammen mit Michael Mohr die Firma Stuntteam Steinmeier & Mohr. 10 Jahre später expandierten sie nach NRW. Seit 1992 ist Michael Mohr mit seinem Stuntteam in Köln ansässig. Mac Steinmeier ist mit seiner Firma StuntMac GmbH in Bayern im Münchner Süden zuhause und hat seine Räume in den Bavaria Filmstudios in München/Grünwald.
Nach unzähligen Stunt-Einsätzen in Film- und Fernsehproduktionen etablierte sich Mac Steinmeier zu einem gefragten Stunt-Koordinator und betreute weit über 400 Filme und Serien. Rollen als Actiondarsteller (Stunt-Player) blieben nicht aus, so dass Mac Steinmeier immer wieder in kleinen Stuntrollen zu sehen war. Er prügelte sich mit Bud Spencer in der Serie Jack Clementi, war regelmäßig im Einsatz bei Serien wie Tatort, Polizeiruf 110, Die Chefin und übernahm sehr häufig die Rolle der Täter bei Aktenzeichen XY-ungelöst. Ein Höhepunkt war seine Rolle im mehrfach preisgekrönten US-amerikanischen Kriegsfilm von Steven Spielbergs „Der Soldat James Ryan“ (orig. Saving Privat Ryan) aus dem Jahr 1998, in dem er sich als Waffen-SS-Soldat einen Messer-Kampf auf Leben und Tod mit dem Schauspieler Adam Goldberg lieferte. Danach folgten weitere internationale Aufträge mit kleinen Rollen als deutscher Soldat in „Defiance“ mit Daniel Craig, als Cop in „A space Travesty“ (Durchgeknallt im All) mit Leslie Nielsen, als Gevatter Tod in „Krabat“, oder als Offizier in Quentin Tarantinos „Inglourious Basterds“.
Sein Leben bestimmte allerdings nicht nur Film- und Fernsehproduktionen, sondern auch Theater- und Showproduktionen. So war Mac Steinmeier von 1983 bis 2015 im Ensemble von Pina Bausch und reiste mit dem Wuppertaler Tanztheater um die Welt. 33 Jahre lang stand er als Stuntman auf der Bühne im Stück „Nelken“ von Pina Bausch.
Zwischen 1989 und 2020 leitete Mac Steinmeier verschiedene Stunt-Shows, Action-Shows und Familienshows in der Bavaria Filmstadt in München/Grünwald. Schritt für Schritt erklärte das Stuntteam von Mac Steinmeier, wie Action-Szenen und Stunts bei Film und Fernsehen in Szene gesetzt werden und gab einen Einblick in das gefährliche Handwerk der Doubles bekannter Stars. Verfolgungsjagden, Kampfszenen, Stürze und Sprünge aus 15 m Höhe, Treppenstürze und als Höhepunkt ein Feuerstunt. Aber auch Slapstick- und Comedy Elemente sowie eine ganze Reihe an Gags sorgten dafür, dass auch der Spaß nicht zu kurz kam.

## Filmografie
als Schauspieler:
- 1998: Widows – Erst die Ehe, dann das Vergnügen
- 1998: 2 Männer, 2 Frauen – 4 Probleme!?
- 1998: Der Soldat James Ryan (Saving Private Ryan)
- 1998: Sylvia – Eine Klasse für sich (Fernsehserie)
- 1998: Todfeinde – Die falsche Entscheidung (Fernsehfilm)
- 1999: Straight Shooter
- 1999: Stahlnetz (Fernsehserie, Folge 8x01 Stahlnetz: Die Zeugin)
- 1999, 2008: Tatort (Fernsehserie, 2 Folgen):
  - 1999: Das Glockenbachgeheimnis
  - 2008: Und Tschüss!
- 2000: Erkan & Stefan
- 2001: Feindliche Übernahme – althan.com
- 2002: Das Geheimnis des Lebens (Fernsehfilm)
- 2002: Die Verbrechen des Professor Capellari (Fernsehserie, Folge 1x12)
- 2006: Goldene Zeiten
- 2006: Hui Buh – Das Schlossgespenst
- 2006, 2010: Unter Verdacht (Fernsehserie, 2 Folgen)
  - 2006: Atemlos
  - 2010: Laufen und Schießen
- 2008: Der Bibelcode (Fernsehserie)
- 2008: Krabat
- 2008: Defiance – Für meine Brüder, die niemals aufgaben (Defiance)
- 2020: Die Chefin (Fernsehserie, Folge 11x07)
- 2021: Der Boandlkramer und die ewige Liebe
- 2022: Friedliche Weihnachten
- 2022: Der Tote in der Schlucht
- 2022: Rehragout-Rendezvous
- 2022: Laim und die schlafenden Hunde

als Stuntman oder Koordinator:
- 1974–1998: Derrick
- 1982: Die Legion der Verdammten
- 1984: Ein irres Feeling
- 1989: Georg Elser – Einer aus Deutschland
- 1991: Wildfeuer
- 1992: Der Knappe des Kreuzes
- 1993: Ich bin da, ich bin da
- 1993: Night Train to Venice
- 1993–2021: Tatort:
  - 1993: Gehirnwäsche
  - 1996: Aida
  - 1998: Bienzle und der Champion
  - 1999: Bienzle und der Zuckerbäcker
  - 1999: Das Glockenbachgeheimnis
  - 2001: Der Präsident
  - 2003: Der Prügelknabe
  - 2004: Bienzle und der steinerne Gast
  - 2005: Schneetreiben
  - 2006: Das verlorene Kind
  - 2007: Kleine Herzen
  - 2009: Bittere Trauben
  - 2012: Ein neues Leben
  - 2012: Der tiefe Schlaf
  - 2017: Hardcore
  - 2019: One Way Ticket
  - 2021: Dreams
- 1994: Ab nach Tibet!
- 1994: Die Sieger
- 1994: Tour Eiffel
- 1994–2024: Polizeiruf 110:
  - 1994: Samstags, wenn Krieg ist
  - 2010: Zapfenstreich
  - 2014: Morgengrauen
  - 2019: Der Ort, von dem die Wolken kommen
  - 2024: Funkensommer
- 1995: Schlafes Bruder
- 1995: Unter Druck
- 1995: Unter uns
- 1996: Der Tourist
- 1996: Die Halbstarken
- 1996: Echte Kerle
- 1996: Irren ist männlich
- 1996: Rohe Ostern
- 1996: Und morgen fängt das Leben an
- 1997: Bandits
- 1997: Das ewige Lied
- 1997: Die Apothekerin
- 1997: Funny Games
- 1997: Koma – Lebendig begraben
- 1997: Mafia, Pizza, Razzia
- 1997: Spiel um dein Leben
- 1997: Weihnachtsfieber
- 1998: 2 Männer, 2 Frauen – 4 Probleme!?
- 1998: 23 – Nichts ist so wie es scheint
- 1998: Annas Fluch – Tödliche Gedanken
- 1998: Der Eisbär
- 1998: Der König von St. Pauli
- 1998: Der Soldat James Ryan
- 1998: Die Cellistin
- 1998: Frau Rettich, die Czerni und ich
- 1998: Helden in Tirol
- 1998: Helden und andere Feiglinge
- 1998: Kai Rabe gegen die Vatikankiller
- 1998: Opernball
- 1998: Sylvia – Eine Klasse für sich
- 1998: Todfeinde – Die falsche Entscheidung
- 1998: Widows – Erst die Ehe, dann das Vergnügen
- 1999: Das Biest im Bodensee
- 1999: Das Tal der Schatten
- 1999: Der Schandfleck
- 1999: Der Schrei des Schmetterlings
- 1999: Framed
- 1999: Jacks Baby
- 1999: Mörderische Abfahrt – Skitour in den Tod
- 1999: Pünktchen und Anton
- 1999: Stahlnetz
- 1999: Straight Shooter
- 1999: You Are Dead
- 2000: 2002 – Durchgeknallt im All
- 2000: Anatomie
- 2000: Der Bär ist los
- 2000: Der tote Taucher im Wald
- 2000: Eine Hand Voll Gras
- 2000: Erkan & Stefan
- 2000: Flashback – Mörderische Ferien
- 2000: Frucht der Gewalt
- 2000: Harte Jungs
- 2001: Das Sams
- 2001: Der Schuh des Manitu
- 2001: Der Tunnel
- 2001: Engel & Joe
- 2001: Feindliche Übernahme – althan.com
- 2001: Invincible – Unbesiegbar
- 2001: Mädchen Mädchen!
- 2001: Sophie – Sissis kleine Schwester
- 2001: Vera Brühne
- 2001: Was tun, wenn’s brennt?
- 2002: 666 – Traue keinem, mit dem du schläfst!
- 2002: Boat Trip
- 2002: Cyberheidi 3D
- 2002: Die Verbrechen des Professor Capellari
- 2002: Erkan & Stefan gegen die Mächte der Finsternis
- 2002: Ghettokids
- 2002: Nachts im Park
- 2002: Nick Knatterton – Der Film
- 2002: Tattoo
- 2002: Was nicht passt, wird passend gemacht
- 2002–2006: Donna Leon
- 2002–2006: Mit Herz und Handschellen
- 2003: Anatomie 2
- 2003: Das fliegende Klassenzimmer
- 2003: Das Wunder von Lengede
- 2003: Der Poet
- 2003: Fragile
- 2003: Großglocknerliebe
- 2003: Sams in Gefahr
- 2003: Treibjagd
- 2004: (T)Raumschiff Surprise – Periode 1
- 2004: 7 Zwerge – Männer allein im Wald
- 2004: Abgefahren – Mit Vollgas in die Liebe
- 2004: Bibi Blocksberg und das Geheimnis der blauen Eulen
- 2004: Die Nacht der lebenden Loser
- 2004: Ein starkes Team
- 2004: Kammerflimmern
- 2004: Mädchen, Mädchen 2 – Loft oder Liebe
- 2004: Nullachtfuffzehn
- 2004: Silentium
- 2004: Tödlicher Umweg
- 2005: Der Schatz der weißen Falken
- 2005: Die Wilden Kerle 2
- 2005: Erkan & Stefan in Der Tod kommt krass
- 2005: Es ist ein Elch entsprungen
- 2005: Margarete Steiff
- 2006: 7 Zwerge – Der Wald ist nicht genug
- 2006: Auf ewig und einen Tag
- 2006: Das wahre Leben
- 2006: Der Untergang der Pamir
- 2006: Die Unbeugsamen
- 2006: Die Wilden Hühner und die Liebe
- 2006: Die Wilden Kerle 3
- 2006: Die Wolke
- 2006: Dresden
- 2006: Ich bin die Andere
- 2006: Im Namen der Braut
- 2006: Liebe, Babys und ...
- 2006: Rettet die Weihnachtsgans
- 2006: TKKG und die rätselhafte Mind-Machine
- 2006: Zwei zum Fressen gern
- 2007: Angsthasen
- 2007: Die Copiloten
- 2007: Die Wilden Kerle 4
- 2007: Herr Bello
- 2007: Kein Bund fürs Leben
- 2007: Liebe auf den dritten Blick
- 2007: Noch einmal zwanzig sein
- 2007: Pfarrer Braun
- 2007: Pornorama
- 2007: Stellungswechsel
- 2008: Das Beste kommt erst
- 2008: Der Bibelcode
- 2008: Der Seewolf
- 2008: Die Bienen – Tödliche Bedrohung
- 2008: Die Geschichte vom Brandner Kaspar
- 2008: Die Wilden Kerle 5
- 2008: Friedliche Zeiten
- 2008: Krabat
- 2008: Mord in aller Unschuld
- 2008: Ohnmacht
- 2008: Patchwork
- 2008: Tödlicher Zweifel
- 2008: U-900
- 2008: Defiance – Für meine Brüder, die niemals aufgaben
- 2008: Zwei Zivis zum Knutschen
- 2009: Bis an die Grenze
- 2009: Der Knochenmann
- 2009: Die Vorstadtkrokodile
- 2009: Entführt
- 2009: Hinter Kaifeck
- 2009: Inglourious Basterds
- 2009: Lippels Traum
- 2009: Lulu und Jimi
- 2009: Wickie und die starken Männer
- 2010: Freche Mädchen 2
- 2010: Mein eigen Fleisch und Blut
- 2010: Picco
- 2010: Vincent will Meer
- 2010: Vorstadtkrokodile 2
- 2010–2012: Der Bergdoktor
- 2011: Als der Weihnachtsmann vom Himmel fiel
- 2011: Amok
- 2011: Ein Sommer in den Bergen
- 2011: Hexe Lilli: Die Reise nach Mandolan
- 2011: Leppel & Langsam
- 2011: Pilgerfahrt nach Padua
- 2011: Resturlaub
- 2011: Sommer in Orange
- 2011: Vorstadtkrokodile 3
- 2012: Der Bergdoktor – Virus
- 2012: Die Schatzritter und das Geheimnis von Melusina
- 2012: In den besten Familien
- 2012: Ludwig II.
- 2012: Puppe
- 2012: Tom und Hacke
- 2012: Wer’s glaubt, wird selig
- 2013: 3096 Tage
- 2013: Da Geht Noch Was!
- 2013: Der Kaktus
- 2013: Die andere Heimat – Chronik einer Sehnsucht
- 2013: Die Gruberin
- 2013: Fack ju Göhte
- 2013: Familie Sonntag auf Abwegen
- 2013: Finsterworld
- 2013: Harms
- 2013: Spieltrieb
- 2013: Wer hat Angst vorm weißen Mann?
- 2013: Willkommen im Club
- 2013–2014: Lena Fauch
- 2013–2019: Unter Verdacht:
  - 2013: Ohne Vergebung
  - 2014: Mutterseelenallein
  - 2015: Grauzone
  - 2016: Betongold
  - 2019: Evas letzter Gang
- 2014: Das finstere Tal
- 2014: Die Seelen im Feuer
- 2014: Hirngespinster
- 2014: Let’s Go!
- 2014: Outlier
- 2014: Replace
- 2014: Winterkartoffelknödel
- 2015: Beyond Words
- 2015: Das ewige Leben
- 2015: Der Alte
- 2015: Die Abhandene Welt
- 2015: Die Trapp Familie – Ein Leben für die Musik
- 2015: Elser – Er hätte die Welt verändert
- 2015: Luis Trenker-Der Schmale Grat der Wahrheit
- 2015: Venusfliegenfalle
- 2015–2023: Die Bergretter (51 Folgen)
- 2015–2024: Aktenzeichen XY … ungelöst (15 Folgen)
- 2016: Burg Schreckenstein
- 2016: Kommissar Pascha
- 2016: LenaLove
- 2016: Maikäfer flieg!
- 2016: Nie mehr wie es war
- 2016: Schwarzach 23 und die Jagd nach dem Mordsfinger
- 2016: Schweinskopf al dente
- 2017: Arzt mit Nebenwirkung
- 2017: Brandnächte
- 2017: Dieses bescheuerte Herz
- 2017: Hindafing
- 2017: Laim und die Zeichen des Todes
- 2017: Maria Mafiosi
- 2017: Mein Blind Date mit dem Leben
- 2017: Zwei Sturköpfe im Dreivierteltakt
- 2018: Der Trafikant
- 2018: Sauerkrautkoma
- 2018: Zimmer mit Stall
- 2018–2019: Team Alpin
- 2019: Bella Germania
- 2019: Gipfelstürmer – Das Berginternat
- 2019: Kirschblüten & Dämonen
- 2019: Kühn hat zu tun
- 2019: Leberkäsjunkie
- 2019: Nimm Du ihn
- 2020: Die Chefin
- 2020: Kommissarin Lucas
- 2020: Lang lebe die Königin
- 2020: Schwarzach 23 und das mörderische Ich
- 2020: WaPo Bodensee
- 2020: Zum Glück gibt’s Schreiner
- 2021: Beckenrand Sheriff
- 2021: Der Boandlkramer und die ewige Liebe
- 2021: Im Netz der Camorra
- 2021: Kaiserschmarrndrama
- 2021: Katakomben
- 2021: Laim und die Tote im Teppich
- 2021: Um die 50
- 2021: Weißbier im Blut
- 2021: Zum Glück zurück
- 2022: Der Kommissar und der See
- 2022: Freibad
- 2022: Guglhupfgeschwader
- 2022: Märzengrund
- 2023: Turmschatten
- 2023: Polizeiruf 110: Funkensommer
- 2023: Die Chefin
- 2023: Aktenzeichen XY-ungelöst
- 2024: Atomic
- 2024: Very best Ager
- 2024: Tod in Tirol
- 2024: Aus, Äpfel, Amen